# Distretto di Bueng Khong Long
Il distretto di Bueng Khong Long (in thailandese: บึงโขงหลง) è un distretto (amphoe) della Thailandia, situato nella provincia di Bueng Kan.